# Gipsy.cz
Gipsy.cz este un grup ceh de hip hop romi. Au concertat la Festivalul de la Glastonbury în 2007 și și-au reprezentat țara la Eurovision Song Contest 2009 de la Moscova, cu piesa „Aven Romale”. Trupa cântă o combinație de muzică hip hop și tradițională romani, cântată în principal în limba romani, cu unele versuri în cehă și engleză. Începând cu 2013, au lansat patru albume de studio.